# جداقية (عباس الشرقي)
جداقیة (بالفارسية: جداقیه) هي منطقة سكنية تقع في إيران في قسم عباس الشرقي الريفي. يقدر عدد سكانها بـ 49 نسمة .